# 美國駐英國大使館
美國駐英國大使館（英語：Embassy of the United States, London）是美國在英國首都倫敦設置的外交代表機構，舊址於1960年到2017年間為格羅夫納廣場西側的24號大樓，2018年搬到九榆树大道33号。這棟館舍同時也是美國駐西歐各國使領館中規模最大的建築，以及美國在英相關事務的焦點場所。

## 歷史
第一代美國駐英大使館位於大坎伯蘭廣場（Great Cumberland Place，51°30′55″N 0°09′34″W / 51.515156°N 0.159479°W）之後遷至皮卡迪利街、波特蘭街與格羅夫納花園等地。1938年時，又移至麥克唐納大廈（格羅夫納廣場1號，目前是加拿大駐英高級專員公署部分單位的辦公處），之後該大廈還成為美國數個機構的聯合辦公樓，當中包含了盟軍駐歐指揮官德懷特·艾森豪的辦公處及美國海軍駐歐司令部。第二次世界大戰期間西敏公爵捐出了一塊用地以紀念大戰期間的美國總統富蘭克林·羅斯福。
1950年代末期，開始興建美國大使館的辦公大樓，該棟採現代主義風格的樓宇由芬蘭裔美國建築師埃羅·沙里寧設計，並於1960年啟用，總共擁有地上六層和地下三層。樓頂上安裝了一隻西奧多·羅斯札克設計的鍍鋁白頭海鵰塑像，雙翅展開的寬度約有11公尺，使之成為倫敦一個醒目的地標。2009年10月，美國大使館館舍獲授英國的二級登錄建築地位。

## 維安問題

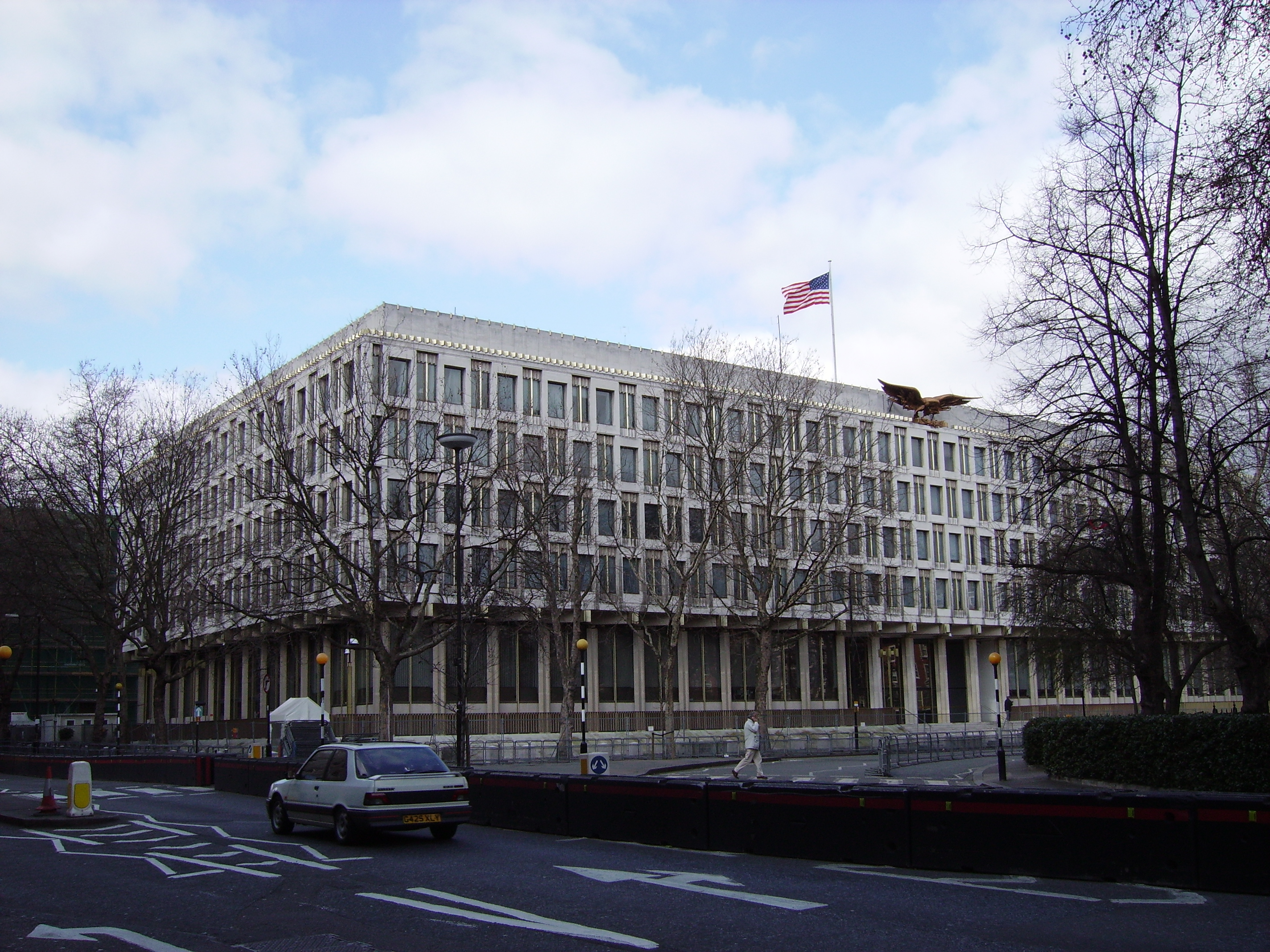
美國大使館舊館外圍的安全柵欄，攝於2006年

美國大使館的安全問題曾在1980年代、1990年代時，因為有數起針對美國駐外使館和領事館的連續攻擊事件而升高。然而，直到2001年的九一一事件發生後，可見的維安措施才顯著增加。之後在使館週邊進行了大量改進工程，包含取消開放格羅夫納廣場的一側給外界車輛進入，建築外圈也增設了武裝路障。2002年8月29日，一名裔的瑞典公民克里姆·沙提在斯德哥爾摩－韋斯特羅斯機場準備搭乘瑞安航空685航班前往倫敦史坦斯特機場時，就因為在行李內攜帶槍械被捕，而事發後便有不具名消息來源出現在媒體上，宣稱此男的目的是預謀劫機、衝撞美國駐英大使館，並利用使館樓頂的老鷹像來從空辨視目標。瑞典保安警察（Säpo）否認了這類意見，並表示報導「資訊有誤」。這場風波的結果是沙提被免除了一切與恐怖主義掛勾的嫌疑和指控。
對大使館的安全威脅也促使美國政府開始考慮另遷新址的可能。數家英國媒體一度指出美方希望利用肯辛頓宮作為新館，還稱英女王伊麗莎白二世以該宮為理察親王、愛德華親王等數位英國王室成員的住所為由，而予以拒絕。美國大使館「費力否認」了這些報導，而白金漢宮發言人也表示美國沒有提出正式請求。當時新館的另一個選項是切爾西軍營，美國大使館曾於2007年2月試著出價將之購下，卻未成。

## 新館

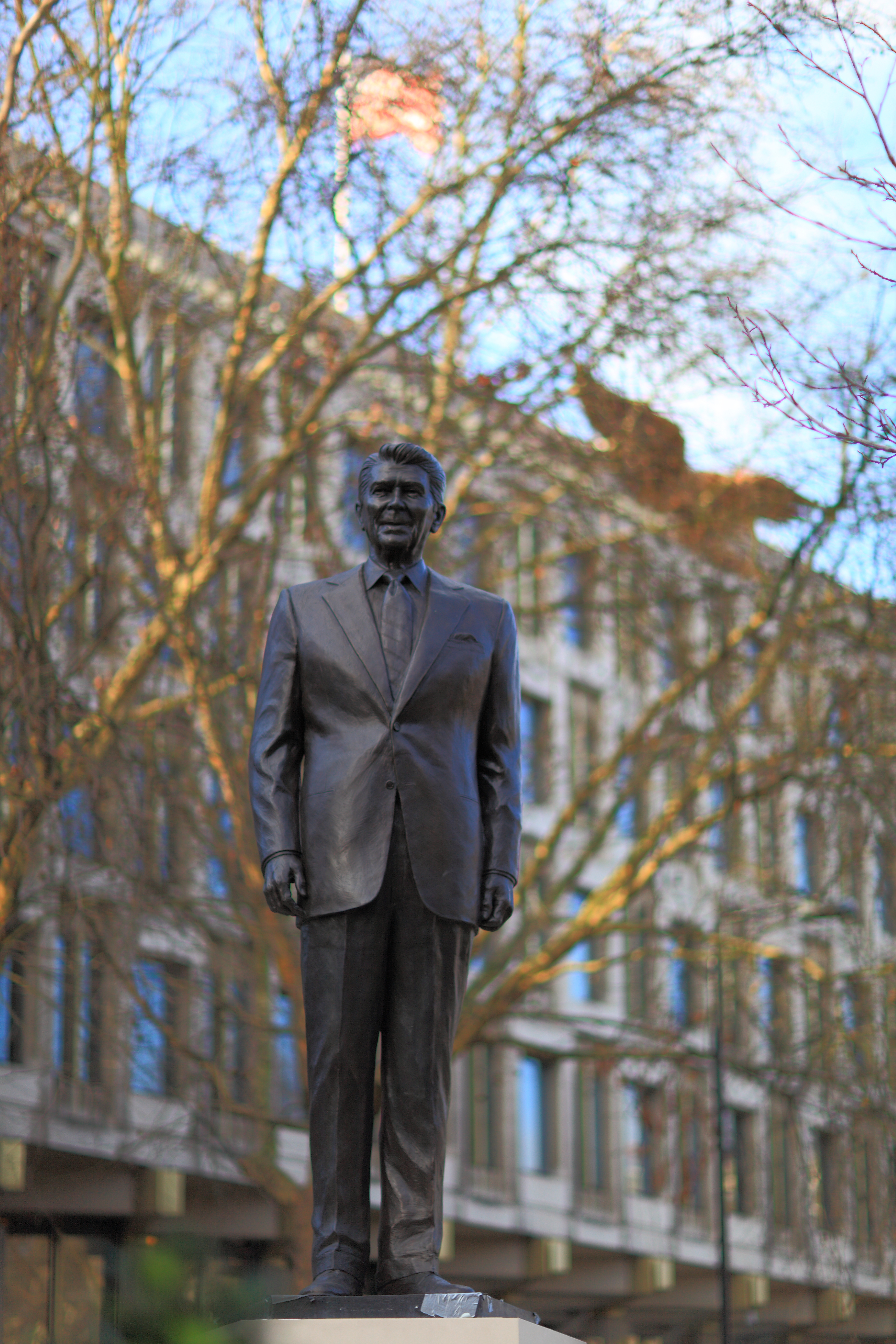
使館外的美國前總統雷根紀念雕像

2008年10月8日，美國駐英大使館宣布與不動產發展商巴利摩集團（Ballymore）達成協議，以在泰晤士河南岸、旺茲沃思的九榆樹地區替使館新址購買用地。該地所處的地帶位在「倫敦計畫」中劃定的沃克斯霍爾／九榆樹／巴特錫潛力發展區（Opportunity Area），屬於新興區域。倫敦地鐵的北線巴特錫延伸段也計劃在九榆樹地區增設新站，除了加強新使館區的交通機能外，亦預計會替當地帶來其他發展。然而，這項計畫必須在美國國會和當地的規劃機構批准後才會有進一步進展。美國國務院在2009年1月時稱其正於九家營建業者間物色新館的建商，透過從中選擇「現代化」和「高質量」的方案，來取代使用已久而顯得老化的現有館舍。同年3月，負責美國駐外館舍事務的國務院海外建築運作局聲稱四家業者已入圍設計競奪賽的最終階段。根據法令，獲准負責美國駐外館舍建造業務的廠商，必須是通過「安全許可」審核的美國自家業者。後來，由於工程經費快速激升到10億美元，因此將開工日設定到2012至2013年間，並已於2013年11月13日在九榆樹的新址上正式舉行了動土典禮，預計至在2016年至2017年間完成搬遷。
美國政府在2009年11月時，有條件地同意將格羅夫納廣場的駐英大使館館舍賣給正在進行海外地產投資，並於2007年購得切爾西軍營的卡達投資局（QIA）。儘管成交價格未公開，但該樓的估計價值在2000年7月時為約5億英鎊，之後由於館舍被定為二級登錄建築的緣故，使其發展價值下滑，因為此級建築要求新業主維持樓房原有的設計。然而，美國大使館館舍仍名列在梅費爾地帶的238大登陸建築與遺址中。
2010年2月23日，美政府宣布基蘭-廷伯萊克建築事務所領導的一個團隊贏得了新大使館和周圍綠地的設計方案競賽。獲獎方案將新館設計成一座玻璃立方大樓、外圍搭配一塊半環狀的水池（被《泰晤士報》暱稱作「護城河」）和寬闊的公共綠地。美國駐英大使館聲明這個方案「符合建立一个現代化、受歡迎的、永恆的、安全和節能高效的21世纪大使館的目標」，然而英美兩國都有輿論對此設計表示批評。
大樓動工儀式於2013年11月13日舉行，2017年12月13日向公眾開放。美國總統唐納德·川普原計劃于2018年2月出席新大使館揭幕儀式，但在2018年1月，他宣佈不出席。川普公開譴責新大使館的開銷和選址以及出售這棟大樓所獲得的利潤，譴責前任巴拉克·歐巴馬的這項交易太糟糕。然而，大使館遷移的決策是在歐巴馬政府之前做出。

## 使館部門
- 領事處（Consular Section）
  - 美國公民服務
  - 簽證服務
- 美國商務服務局對歐洲重建和發展銀行聯絡室
- 武官室
- 海外農業服務局（英语：Foreign Agricultural Service）
- 美國海關及邊境保衛局
- 公共事務處
- 國防合作室（Office of Defense Cooperation）
- 國土安全部移民局
- 美國國稅局

### 駐英領事館與機構
除倫敦的大使館外，美國在英尚設有愛丁堡總領事館（領事轄區蘇格蘭）、貝爾法斯特總領事館（領事轄區北愛爾蘭）、卡地夫事務處（威爾斯）及格拉斯哥的一處聯絡中心。